# USS Lofberg (DD-759)
USS Lofberg (DD-759) là một tàu khu trục lớp Allen M. Sumner được Hải quân Hoa Kỳ chế tạo trong Chiến tranh Thế giới thứ hai. Nó là chiếc tàu chiến duy nhất của Hải quân Mỹ được đặt theo tên Thiếu tá Hải quân Gus Brynolf Lofberg, Jr., hạm trưởng tàu khu trục USS Little (DD-79), đã tử trận trong trận Hải chiến Guadalcanal năm 1942. Nó đã hoạt động cho đến hết Thế Chiến II, và tiếp tục phục vụ sau đó trong Chiến tranh Triều Tiên và Chiến tranh Việt Nam cho đến khi xuất biên chế năm 1971. Con tàu được chuyển cho Đài Loan năm 1974 để tháo dỡ làm nguồn phụ tùng cho các tàu chị em còn hoạt động. Lofberg được tặng thưởng bảy Ngôi sao Chiến trận do thành tích phục vụ trong Chiến tranh Triều Tiên.

## Thiết kế và chế tạo
Lofberg được đặt lườn tại xưởng tàu của hãng Bethlehem Steel Co. ở San Francisco, California vào ngày 4 tháng 11 năm 1943. Nó được hạ thủy vào ngày 12 tháng 8 năm 1944; được đỡ đầu bởi bà G. B. Lofberg, Jr., vợ góa Thiếu tá Lofberg, và nhập biên chế vào ngày 26 tháng 4 năm 1945 dưới quyền chỉ huy của Trung tá Hải quân R. O. Beer.

## Lịch sử hoạt động

### 1945 - 1950
Sau khi hoàn tất chạy thử máy, Lofberg rời vùng bờ Tây để đi sang vùng chiến sự. Tuy nhiên vì chiến tranh đã kết thúc do Nhật Bản chấp nhận đầu hàng sáu tuần trước khi nó đi đến vịnh Tokyo vào ngày 13 tháng 10, con tàu chỉ làm nhiệm vụ hỗ trợ cho việc chiếm đóng. Nó đã hoạt động quét mìn tại các cảng Nhật Bản, rồi như tàu liên lạc đi lại giữa Okinawa và Thượng Hải, Trung Quốc. Cuối cùng nó lên đường vào ngày 28 tháng 3 năm 1946 để quay trở về San Francisco, cùng binh lính Thủy quân Lục chiến đón lên tàu tại Thanh Đảo, Trung Quốc.
Lofberg tạm thời được phân về Hạm đội 3 Dự bị trong một năm sau đó, giới hạn hoạt động chỉ trong một chuyến đi huấn luyện dọc bờ biển cho nhân sự Hải quân Dự bị Hoa Kỳ káo dài hai tuần. Đến ngày 1 tháng 7 năm 1947, nó gia nhập Hạm đội Thái Bình Dương, đảm nhiệm vai trò soái hạm Hải đội Khu trục 7.

### Chiến tranh Triều Tiên
Sự kiện lực lượng Bắc Triều Tiên tấn công xuống Nam Triều Tiên vào tháng 6, 1950 khiến Chiến tranh Triều Tiên bùng nổ, là một thử thách lớn cho Hải quân Hoa Kỳ về khả năng sẳn sàng chiến đấu và tốc độ phản ứng với các cuộc khủng hoảng. Dưới quyền chỉ huy của Trung tá Hải quân R. W. McElrath, Lofberg khởi hành từ San Francisco vào ngày 30 tháng 9, bắt đầu lượt đầu tiên trong số ba đợt hoạt động trong cuộc chiến tranh trong ba năm tiếp theo. Đi đến vùng chiến sự, nó được phân công hộ tống các tàu sân bay thuộc Lực lượng Đặc nhiệm 77, lúc này đang không kích hỗ trợ cho lực lượng Liên Hợp Quốc triệt thoái về phía Nam trước áp lực tấn công của phe Cộng sản trong tháng 11 và tháng 12. Được tạm thời điều động sang Đội đặc nhiệm 96.8, nó trước tiên tham gia các chiến dịch bắn phá dọc theo bờ biển phía Tây bán đảo Triều Tiên, rồi sau đó cùng với thiết giáp hạm Missouri (BB-63) nả pháo xuống các mục tiêu dọc theo bờ Đông. Tương tự như hai lượt hoạt động tại Triều Tiên sau này, con tàu đã tham gia chiến dịch phong tỏa cảng Wonsan, và hoạt động tuần tra tại eo biển Đài Loan trước khi quay trở về nhà vào ngày 2 tháng 7, 1951.

### 1954 - 1962
Ngay cả khi đạt được thỏa thuận ngừng bắn vào tháng 7, 1953, Lofberg vẫn thực hiện chuyến đi hàng năm sang khu vực Viễn Đông, tham gia các hoạt động trong thành phần Đệ thất Hạm đội. Sang đầu năm 1960, nó chuyển giao vai trò soái hạm của hải đội cho những con tàu mới hiện đại hơn. Con tàu được huy động vào thành phần lực lượng phản ứng khi xung đột leo thang tại Lào trong cuộc nội chiến vào năm 1961; tuy nhiên nó nhanh chóng được rút trở về Hoa Kỳ để được nâng cấp trong chương trình Hồi sinh và Hiện đại hóa Hạm đội II (FRAM: Fleet Rehabilitation and Modernization).

### Chiến tranh Việt Nam
Sau khi hoàn tất việc tái trang bị vào ngày 23 tháng 7, 1962, Lofberg lên đường cho đợt chạy thử máy huấn luyện đồng thời thực hành những cảm biến và vũ khí chống ngầm mới. Nó gia nhập Đội khu trục 153 trực thuộc Hạm đội Thái Bình Dương vào ngày 22 tháng 9 để thực hành chiến thuật trong thành phần một đội tìm-diệt tàu ngầm. Đến ngày 19 tháng 4, con tàu khởi hành từ vùng bờ Tây bắt đầu một loạt các lượt phục vụ khác tại Viễn Đông. Nó hoàn tất lượt đầu tiên vào cuối năm 1962 và trải qua kỳ nghỉ lễ Giáng Sinh tại cảng nhà; tuy nhiên trong lượt hoạt động tiếp theo kéo dài từ ngày 23 tháng 10, 1964 cho đến ngày 17 tháng 5, 1965, chiếc tàu khu trục đã tuần tra eo biển Đài Loan trước khi chuyển sang một địa bàn hoạt động mới dọc theo bờ biển Nam Việt Nam vào tháng 2, 1965. Nó đảm nhiệm việc tuần tra chống xâm nhập lực lượng và vũ khí từ Bắc Việt Nam xuống Nam Việt Nam, và theo dõi hoạt động của các tàu ngầm Liên Xô có mặt trong vùng biển Đông.
Sau khi quay trở về từ vùng chiến sự vào tháng 10, 1965, Lofberg được đại tu trong ba tháng, rồi thực hành huấn luyện ngoài khơi bờ biển phía Nam California. Con tàu quay trở lại biển Đông vào ngày 26 tháng 4, 1966, và trong sáu tháng tiếp theo đã phục vụ tại Trạm Yankee, hộ tống chống tàu ngầm, canh phòng máy bay và tim kiếm-giải cứu cho các tàu sân bay. Nó cũng tham gia bắn hải pháo hỗ trợ cho những hoạt động tác chiến trên bộ. Từ năm 1966 đến năm 1969, nó luân phiên hoạt động cùng Đệ nhất Hạm đội dọc theo vùng bờ Tây và cùng Đệ thất Hạm đội tại Viễn Đông.
Lofberg được cho xuất biên chế vào ngày 15 tháng 1, 1971; tên nó được cho rút khỏi danh sách Đăng bạ Hải quân vào ngày 1 tháng 2, 1973, và con tàu được bán cho Đài Loan vào ngày 6 tháng 5, 1974 để tháo dỡ làm nguồn phụ tùng cho các tàu chiến còn hoạt động.

## Phần thưởng
Lofberg được tặng thưởng bảy Ngôi sao Chiến trận do thành tích phục vụ trong Chiến tranh Triều Tiên.